# هکتور گیمارد
هکتور گیمارد (انگلیسی: Hector Guimard; ۱۰ مارس ۱۸۶۷ – ۲۰ مهٔ ۱۹۴۲) معمار، مجسمه‌ساز، و طراح فرانسوی و از جمله نمادهای هنر نو یا آرنووُ فرانسه بود. عمده شهرت وی به جهت طراحی قلعه برانگر است. وی در سال ۱۸۹۹ در رقابت بر سر بهترین نماهای شهری برگزیده شد و بین سال‌های ۱۸۹۰ تا ۱۹۳۰ پنجاه ساختمان را طراحی و بنا کرد.
هکتور گیمار همچنین برندهٔ جوایزی همچون لژیون دونور شده‌است.